# Vystavotchnaïa (métro de Moscou)
Vystavotchnaïa (en russe : Выставочная et en anglais : Vystavochnaya) est une station de la ligne Filiovskaïa (ligne 4 bleu clair) du métro de Moscou. Elle est située sur le territoire de l'arrondissement Presnenski dans le district administratif central de Moscou.

## Situation sur le réseau
Établie en souterrain à 23 mètres sous le niveau du sol, la station Vystavotchnaïa est située au point 05+63,3 de la ligne Filiovskaïa (ligne 4 bleu clair), entre les stations Mejdounarodnaïa (en direction de Mejdounarodnaïa), et Kievskaïa (en direction de Aleksandrovski sad).

## Histoire
La station Vystavotchnaïa est mise en service le 10 septembre 2005, lors de l'ouverture à l'exploitation du premier tronçon d'une nouvelle branche de la ligne. Elle s'appelle alors Delovoï tsentr (en français le Centre d'affaire) et ce jusqu'au 3 juin 2008.